# BS朝日
株式会社BS朝日（ビーエスあさひ、英: Asahi Satellite Broadcasting Limited）は、BSデジタル放送を行っているテレビ朝日系列の衛星基幹放送事業者で、テレビ朝日ホールディングスの連結子会社である。

## 概要
2000年12月1日に一斉開局（放送開始）した、民放キー局系のBSデジタル放送局の1局。
現在のキャッチコピーは、「ウェルビーイング放送中!」。かつては「あなたのハートに」、2011年3月までは「EARTH FRIENDLY MEDIA みんなアーシスト」が使われていたが、このコピーは現在も局のコーポレートキャッチコピーとして使用されており、放送局として環境問題に取り組むだけでなく、自然や地球を見つめる姿勢を打ち出している。2014年12月までは、「あしたの、こころに。」が使われていた。ロゴマークは民放キー局系のBSデジタル局では唯一、開局当時のテレビ朝日のロゴや現行の「/ tv asahi」ロゴとは大きく異なる独自のデザインを採用している。
かつてはテレビ朝日とは別個の建物に独自のスタジオを所有 しており、オリジナル番組のほか、テレビ朝日制作の地上波向けの番組の収録でも使われることがあった。ニュース番組については全てテレビ朝日の本社スタジオから放送されている。
原宿旧本社はテレビ朝日とは局舎が離れている ものの、専用の双方向光回線で結ばれており、生放送を含む番組のハイビジョン伝送が可能。送出マスターも他の民放系BSデジタル局とは異なり、開局当初から唯一独自の施設内に設置されていた。
BS朝日の旧本社社屋は「:BS（コロンブス）」の愛称が付いており、2006年10月に同ビル内にテレビ朝日系列のテレ朝チャンネル2を放送する旧・衛星チャンネル（旧・朝日ニュースター）の本社と演奏所が移転（後に旧・衛星チャンネル（朝日ニュースター）はテレビ朝日に吸収合併）した。
関連会社としてデータ放送を扱うデジキャス（デジタル・キャスト・インターナショナル）があったが、2007年7月にテレビ朝日の傘下に移り、社名もテレビ朝日メディアプレックスに改称した。2013年11月に同ビル内の関連会社は六本木のテレビ朝日保有施設に移転したため、完全に撤収した。同ビルは2014年11月28日より繊維専門商社、田村駒の東京本社が入居し、ビル名も「田村駒東京本社ビル」と改称されている。
2013年11月11日より本社を六本木ヒルズ森タワー16階に移転。2013年12月2日に送出マスターを更新し、テレビ朝日本社に設置されている地上波・BS統合マスターに更新した。テレビ朝日は2014年6月2日に地上波・BS統合マスターに更新し、テレビ朝日とマスター設備が統合された。

## 沿革
- 1998年（平成10年）12月15日 - 株式会社ビーエス朝日として設立[1]。
- 2000年（平成12年）12月1日 - 11:00、本放送開始。テレビ、ラジオ、データ放送を実施。テレビ用に22スロットが割り当てられる。
- 2005年（平成17年）9月30日 - ラジオ放送を終了。
- 2005年（平成17年）11月30日 - 双方向サービス会員組織 BSクラブA&D 終了。
- 2005年（平成17年）12月1日 - 双方向サービス A PASS 開始。
- 2006年（平成18年）4月1日 - テレビ放送のスロット数を22.5に増加。
- 2007年（平成19年）12月3日 - テレビ放送用のスロット数を24に増加。同時に、フルスペック（画素数1920×1080）によるハイビジョン放送を開始。
- 2009年（平成21年）8月3日 - 無償減資（300億円→100億円）を実施、累積損失を一掃。
- 2010年（平成22年）11月1日 - 局初の3D番組「Panasonic 3D Music Studio」開始。
- 2011年（平成23年）6月20日 - チャンネルロゴ表示表示が変更され、「BSA」[注 5] から、白文字で「ABS朝日」となった。これまでウォーターマークを表示していなかった通販番組でもウォーターマークの表示を開始した。
- 2013年（平成25年）11月11日 - 本社を六本木ヒルズ森タワー16階に移転。
- 2013年（平成25年）12月2日 - 送出マスターを地上波・BS統合マスター（東芝製）に更新（地上波は2014年（平成26年）6月2日に更新）。
- 2014年（平成26年）4月1日 - テレビ朝日（同日付で認定放送持株会社に移行、テレビ朝日ホールディングスに商号変更）との間で株式交換を実施し、同社の完全子会社となった[2]。
- 2018年（平成30年）1月22日 - テレビ放送に使用するスロット数を24スロットから16スロットに変更。解像度がこれまでの1920×1080ピクセルから地上デジタル放送と同等の1440×1080ピクセルに低下。
- 2018年（平成30年）12月1日 - 開局18周年を迎えたこの日、新4K8K衛星放送「BS朝日 4K」放送開始。
- 2021年（令和3年）10月1日 - 株式会社BS朝日に商号変更。BS放送事業者の商号にカタカナの「ビーエス」が残るのはビーエスフジのみとなる[注 6]。
- 2024年（令和6年）1月4日 - 本社をEXタワーに移転[3]。

### 本社所在地
- 1998年12月15日 - 2013年11月10日：〒150-0001 東京都渋谷区神宮前1丁目3-10 旧・:BS（コロンブス）ビル
- 2013年11月11日 - 2024年1月3日：〒106-6116 東京都港区六本木6丁目10-1 六本木ヒルズ森タワー 16階
- 2024年1月4日 - ：〒106-0031 東京都港区西麻布1-2-9 EXタワー

## チャンネル内訳

### テレビ放送
- 論理チャンネル枠：15x
  - BS151 - 153ch
- リモコンキーID：5

151 - 153chのチャンネル名は順に「BS朝日1」「BS朝日2」「BS朝日3」。
マルチ編成に関しては2009年6月24日に151ch・152chを利用してAFCチャンピオンズリーグ（サッカー）の2試合同時中継 を行って以来、マルチ編成を行っていなかったが2024年4月からスポーツ中継時の延長時に限りマルチ編成を行っており、マルチ編成が可能である他のBS民放局で行っている常時マルチ編成は唯一行っていない（152・153chは2007年12月1日より使用）。BS朝日は臨時放送用のチャンネルが割り当てられていない。
民放系の放送局としては長らく、画角情報を送出し、旧来の画面比4:3のテレビを通じて視聴しても、額縁放送が起こらなかった。2013年12月より画角情報の送出は行われなくなった。
気象警報が発令された際に随時速報テロップ表示を行っている（同系列の朝日ニュースター＜現テレ朝チャンネル2＞も同様）。BSデジタル放送局では、他にBSテレ東、BS12トゥエルビでも実施している（2008年3月までは唯一。2011年7月まではBS11、2018年まではDlifeでも行われていた）。
天気予報は独立番組として放送する場合、早朝6時台のみ『Weather Access』というタイトルが付けられ、番組宣伝もしくはイベント告知の映像に重ねて天気予報のテロップを流している。また平日16時台の放送では無料民放BS局では珍しく、父島（小笠原諸島）・奄美（奄美大島）の予報も表示している。

現在は原則として月数回、日曜深夜にメンテナンスによる放送休止を除いて24時間放送を実施。かつては日曜日深夜（月曜未明）2:30-6:00（2012年9月までは4:30）は放送休止だった（2007年から順次拡大。深夜帯は主に通販番組を編成。1日の起点は月曜日のみ6:00、他は4:30）。かつては、台風が日本に上陸または接近している場合のみ『BS朝日台風情報』として天気予報を実施するのみだった。
ただし、2013年まではスーパーベースボール（プロ野球ナイター）、全国高校野球選手権大会中継（8月）が開催される日、および2012年度までのAFCチャンピオンズリーグの決勝トーナメントで日本勢が進出した場合、生放送の中継が延長した場合の遅延に備える名目で、当該日深夜（翌日未明）2:00-4:30の放送休止枠を設けてあり、2時以後は中継終了後の定時番組の遅延した分だけ放送終了時間をずらして対応し、番組終了後から4:30までを放送休止としていた（休止枠が短縮される。屋外球場での開催で雨天などやむをえない理由で中止になっても、深夜放送の休止は臨時のニュース・災害以外返上されなかった）。2014年からはこのようなスポーツ放送で延長を伴う場合でも、日曜深夜以外は放送休止枠は設けず、フィラー放送（「DEEP Planet」他）を行い、終夜放送を維持する（この場合フィラー番組は一部短縮・休止となる場合がある）。
2012年10月度の改編以後、不定期ながら日曜深夜（月曜未明）も終夜放送となる場合がある。
字幕放送については、以前は数番組しかなかったが、2017年4月より「昼の特選ドラマ劇場」と「ドラマ6」にて字幕放送を開始。同年10月からは19時台・20時台の番組、2018年1月からは21時台の番組、同年4月からは22時台の番組、同年7月からは23時台の番組、同年10月からは「ドラマ4」「ドラマ5」 も一部を除き字幕放送対応となったため、字幕放送番組が基本的に毎日放送されており、また在京民放キー局系BSデジタル局でも字幕放送番組が多い局となっている。
- - チャンネルロゴ表示と番組名の表示について

一部の番組においては、画面左上（かつては一部の番組では画面右上のウォーターマーク（ABS朝日）の真下の表示）に番組名を表示するようになった。
ウォーターマークのみの表示はカットイン・カットアウトで、番組名も表示されるときはフェードイン・フェードアウトとなる。これらの表示は、提供クレジットと同じ扱いで送出されている。マスターを更新した2013年12月2日以降は放送中の番組名がウォーターマークとの連動でカット表示され、提供クレジットと同じ扱いでの送出はなくなっている。
2007年頃から表示を開始し、一時期の中断期間を経て、2008年4月からはCM中（2013年12月2日以降はCM中および提供クレジット表示時）を除き常時表示されるようになった（ニュース番組と通販番組は2011年7月から）。夏の高校野球中継 や2016年以降のアニメ番組など一部の番組では番組名の表示は行われていない。
- - ジャンクションについて（オープニング）

白地でシンボルマークとBS朝日の上に「おはようございます」と黒く書かれた字幕が表示された後、局IDの後に環境映像が流れる。
- - ジャンクションについて（クロージング）

白地でシンボルマークとBS朝日の上に「おやすみなさい」と黒く書かれた字幕が表示。

### 独立データ放送
- 論理チャンネル枠：75x
  - BS753・755 - 757ch

各チャンネル名は「BS朝日データ***」で、***には論理チャンネル番号が入る。
リモコンのdボタンを押すと、データ放送のポータルサイトが表示される。かつては所有する4つ全てのチャンネルを使用しており、後に755chのみが使用されるようになったが、2013年12月1日を以って755chでの独立データ放送を終了し、現在はいずれのチャンネルも使用していない（チャンネル自体は残っているものの選局しても放送休止のエラーメッセージが表示される）。
4つ全てのチャンネルが使われていた頃は、メニューを選択するとそれぞれのコンテンツを含むチャンネルへ自動的に誘導されていた。その関係で、他のBSデジタル放送各局と違い、放送中の番組を同時に視聴することはできなかった（755chを除く）。
755chで提供されている天気予報はウェザーニューズによるものを使用している。かつてはヤンマーが一社提供となっており、ニュース番組の直後にも『ヤン坊マー坊天気予報』を放送していたが、2009年3月31日の打ち切りと共に降板し、代わりにライオンの『LION トップ天気予報』となった。2012年にライオンも提供を降板したため、スポンサーを付けずに一般的な天気予報となった。
連動データ放送が行われている間は、通常のデータ放送は利用できない。
かつてのチャンネルの使い分けは、以下の通り。
- - 753ch - ゲームコーナー、755ch - ニュース・天気予報、756ch - 懸賞・アンケート、757ch - ショッピング

### ラジオ放送
- 論理チャンネル枠：45x
  - BS455・456ch

局名は「BSA RADIO」。ジャパンエフエムネットワーク(JFN)の提供による放送。455chでは「ドラマ&朗読」、456chでは「ミュージックチャンネル（イージーリスニング）」の放送を行っていた。2005年9月30日をもって終了した。

## 資本構成
企業・団体は当時の名称。出典:

### 2014年4月1日以降
| 株主                       | 比率 |
| -------------------------- | ---- |
| テレビ朝日ホールディングス | 100% |

## 主な番組
全て日本時間。2024年5月現在（一部は異なる）の時点で放送されている番組のみについて記述する。
- 「[4K]」 - 4K制作番組
- 「[字]」 - 字幕放送（切替式）実施
- 「[二]」 - 二ヶ国語放送
- 「[デ]」 - 番組連動データ放送
- 「[解]」 - 解説放送

### 旅・くらし
| 番組名                                 | 放送時間             | 公式 サイト | 出演者・備考                                                                                     |
| -------------------------------------- | -------------------- | ----------- | ------------------------------------------------------------------------------------------------ |
| 二十歳の挑戦                           | 日曜 18:54 - 19:00   |             | [字] 2021年4月4日スタート Na：吉高由里子 テレビ朝日系列局制作 地上波より1時間半遅れ。            |
| 暦に集う                               | 日曜 20:54 - 21:00   |             |                                                                                                  |
| 日本全国 ごちそう散歩                  | 月曜 22:54 - 23:00   |             | 出演：高田純次 テレビ朝日系列局制作 地上波より2日遅れ。                                          |
| ウチ、"断捨離"しました!                | 火曜 21:00 - 21:54   |             | [字] 2020年3月25日までは水曜 21:00 - 21:54 2022年9月26日までは月曜 20:00 - 20:54で放送していた。 |
| みらい遺産 〜Human×かLands〜           | 火曜 21:54 - 22:00   |             |                                                                                                  |
| 推しの美カフェ                         | 水曜 19:55 - 20:00   |             | 2021年11月17日スタート                                                                           |
| 京都ぶらり歴史探訪                     | 水曜 20:00 - 20:54   |             | [4K][字] 2020年8月19日まで は水曜 20:00 - 21:54で放送していた。                                  |
| ケンコバのほろ酔いビジホ泊 全国版      | 木曜 22:30 - 23:00   |             | [4K][字] 出演：ケンドーコバヤシ 2023年10月5日スタート                                            |
| 日本のチカラ                           | 金曜 5:25 - 5:55     |             | [字] 民間放送教育協会加盟局制作                                                                  |
| 梅雀さん ひのきってなあに?             | 金曜 18:30 - 19:00   |             | [字] 出演：二代目中村梅雀 2021年10月8日スタート                                                  |
| 極み!にっぽんの温泉                    | 金曜 18:00 - 18:30   |             | 2022年10月7日スタート                                                                            |
| SECOM Presents 世界の船旅              | 土曜 9:30 - 9:55     |             | Na：中村メイコ                                                                                   |
| 飛鳥物語                               | 土曜 9:55 - 10:00    |             |                                                                                                  |
| 辰巳琢郎の家物語〜リモデル★きらり      | 土曜 12:00 - 12:30   |             |                                                                                                  |
| あなたの知らない京都旅〜1200年の物語〜 | 木曜 21:00 - 21:54   |             | [字] 2023年4月6日スタート 出演：中村雅俊、檀れい、尾上右近、渡辺大、賀来千香子                   |
| 食ノ音色                               | 土曜 16:56 - 17:00   |             | [字] テレビ朝日系列局制作 地上波より6日遅れ。                                                    |
| 感動の世界遺産                         | 不定期（深夜・早朝） |             | [字] Na：窪田等（著作：KEEP）                                                                    |
| DEEP Planet                            | 不定期（深夜・早朝） |             | [字]                                                                                             |

### エンタメ・音楽
BS朝日で放送される音楽番組は、かつては5.1chサラウンドによるステレオ放送を実施していたが、現在は廃止されている。
| 番組名                                             | 放送時間                              | 公式 サイト | 出演者・備考                                                                                    |
| -------------------------------------------------- | ------------------------------------- | ----------- | ----------------------------------------------------------------------------------------------- |
| 題名のない音楽会                                   | 日曜 8:00 - 8:30                      |             | [字] テレビ朝日系列局制作 地上波より22時間遅れ。                                                |
| 渡辺篤史の建もの探訪                               | 日曜 8:30 - 8:55                      |             | [字] テレビ朝日系列局制作 地上波より1週間遅れ。                                                 |
| テイバン・タイムズ                                 | 第1・3日曜 11:00 - 11:55              |             |                                                                                                 |
| 大改造!!劇的ビフォーアフター SEASON II             | 日曜 16:00 - 16:55                    |             | [字] 朝日放送→朝日放送テレビ制作                                                                |
| ワカコさんとマサルくんのお宅は買わないの? TABEGURU | 月曜 - 木曜 5:55 - 6:25               |             | 出演：島崎和歌子、濱口優                                                                        |
| 食べて!飲んで! Mr.コウジ 名店探訪                  | 月曜 21:55 - 22:00                    |             | 出演：山本耕史                                                                                  |
| サウナを愛でたい                                   | 月曜 22:30 - 22:54                    |             | [字] 2020年3月31日スタート。 2021年3月16日までは火曜 22:00 - 22:30で放送していた。              |
| きっちりおじさんのてんやわんやクッキング           | 月曜 22:30 - 22:54                    |             | [字] 出演：遠藤憲一 2025年4月21日スタート                                                       |
| Aの伝言                                            | 月曜 23:54 - 24:00                    |             |                                                                                                 |
| バナナマン日村が歩く! ウォーキングのひむ太郎       | 火曜 22:00 - 22:30                    |             | [字] 出演：日村勇紀 2021年10月5日スタート 2022年9月27日までは火曜 22:30 - 23:00で放送していた。 |
| 夢が咲く 有吉園芸～Road to a garden shop～         | 火曜 22:30 - 23:00                    |             | [字] 2024年10月8日スタート                                                                      |
| Mリーグ2020〜白熱の戦い〜                          | 火曜 23:00 - 23:54                    |             | [字] 2020年10月6日スタート                                                                      |
| 魚が食べたい!〜地魚さがして3000港〜                | 水曜 21:00 - 21:54                    |             | [字] 2020年10月14日スタート                                                                     |
| 工藤阿須加が行く 農業始めちゃいました              | 水曜 22:00 - 22:30                    |             | [字] 出演：工藤阿須加 2022年10月5日スタート                                                     |
| そこに山があるから                                 | 水曜 22:30 - 22:54                    |             | [字] 出演：本上まなみ、早霧せいな、金子貴俊、南野陽子 2022年4月16日スタート                     |
| つながる絵本〜for SDGs〜                           | 木曜 21:54 - 22:00 金曜 20:54 - 21:00 |             | [字] 出演：新津ちせ                                                                             |
| 家呑み華大                                         | 木曜 22:00 - 22:30                    |             | 出演：博多華丸・大吉 2024年4月4日スタート                                                       |
| ネコいぬワイドショー                               | 金曜 22:00 - 22:30                    |             | [字] 出演：森田哲矢、森千晴 2023年9月までは金曜 21:00 - 21:54で放送していた。                   |
| 高見沢俊彦の美味しい音楽 美しいメシ                | 金曜 22:30 - 23:00                    |             | [4K][字] 2023年10月6日スタート                                                                  |
| さまぁ〜ず×さまぁ〜ず BSさまぁ〜ず                 | 土曜 23:30 - 24:00                    |             | 2025年4月12日スタート                                                                           |
| ベストヒットUSA                                    | 木曜 23:30 - 0:00                     |             | [字]                                                                                            |
| 今度ナニ観る!?～BS朝日イベント検索TV～             | 隔週土曜 23:30 -0:00                  |             |                                                                                                 |
| 人生、歌がある                                     | 土曜 19:00 - 20:55                    |             | 司会：坪井直樹、岡田美里                                                                        |
| 子供たちに残したい 美しい日本のうた                | 土曜 11:00 - 11:55                    |             | [4K][字]                                                                                        |
| 徹子の部屋                                         | 土曜 12:30 - 13:00                    |             | [字] テレビ朝日系列局制作 地上波より2週間遅れで1週（通常時は5回分）のうち1回分を放送。          |
| 歌っていいだろう                                   | ※放送休止中                           |             | 出演：加山雄三、Bose 休止前は2020年12月28日まで月曜 23:00 - 23:30で放送していた。               |
| 皇室スペシャル                                     | 不定期                                |             |                                                                                                 |

### 報道・ドキュメンタリー
2023年現在、民放キー局系のBSデジタル局では唯一、平日ゴールデン・プライムタイムに帯形式の報道番組を編成していない。
| 番組名                                                   | 放送時間 | 公式 サイト | 出演者・備考 |
| -------------------------------------------------------- | --- | ----------- | --- |
| 激論!クロスファイア                                      | 日曜 18:00 - 18:54                                                                                           |             | スポーツ放送が延長の場合、翌日の早朝or深夜に放送される。 |
| BS朝日 日曜スクープ                                      | 日曜 19:00 - 20:54                                                                                           |             | 2021年3月14日までは日曜 18:54 - 20:54で放送していた。 |
| News Access                                              | 月曜 - 金曜 10:55 - 11:00、16:54 - 16:57 土曜 10:55 - 11:00、15:54 - 16:00 日曜 10:55 - 11:00、15:54 - 16:00 |             | [4K]（月曜 - 金曜 16:54のみ） 2020年4月からは月曜 - 金曜 16:54枠を除き地上波のANNニュースで放送された映像の再放送となっている。 夏季（全国高等学校野球選手権大会（夏の高校野球）期間中。放送は2Kのみ）と年末年始は平日10:55以外は休止される。 2021年までは全国高校野球選手権大会中継放送時は左記放送時間ではなく、1試合終了毎 に3分程度の放送となっていた。 |
| Weather Access                                           | 月曜 - 金曜 6:55 - 7:00 土曜 - 日曜 5:55 - 6:00                                                              |             | |
| 天気予報                                                 | 月曜 - 日曜 10:58 - 11:00 月曜 - 金曜 16:56 - 16:57 土曜 - 日曜 12:58 - 13:00、15:56 - 16:00                 |             | |
| 私の幸福時間                                             | 月曜 - 金曜 21:54 - 22:00                                                                                    |             | Na：中村ゆり 2022年4月11日スタート |
| マモリビト                                               | 月曜 20:54 - 21:00                                                                                           |             | 2021年11月11日スタート |
| レジェンドキュメント ～今、このドキュメンタリーを見よ!〜 | 水曜 23:00 - 24:00                                                                                           |             | [字] 2022年4月6日スタート 全国の地方局制作のドキュメンタリー番組を放送。テレビ朝日系列局だけでなく、独立局やケーブルテレビ局 が制作した作品も放送している。 |
| 町山智浩のアメリカの今を知るTV in Association With CNN   | 不定期 |             | [字] |
| バトンタッチ SDGsはじめてます                            | 土曜 18:00 - 18:55                                                                                           |             | [字] 2021年3月29日までは月曜 22:00 - 22:54で放送していた。 |
| Fresh Faces ～アタラシイヒト～                           | 土曜 20:54 - 21:00                                                                                           |             | 不定期で再放送有り。 |
| 朝まで生テレビ!                                          | 最終日曜 19:00 - 20:54                                                                                       |             | 2024年11月3日スタート（2024年9月28日までは地上波テレビ朝日系列で放送した。） |

### スポーツ
| スポーツ ジャンル   | 番組名                                | 放送時間                                    | 公式 サイト | 放送内容・備考 |
| ------------------- | ------------------------------------- | ------------------------------------------- | ----------- | --- |
| プロ野球            | スーパーベースボール                  | 3 - 10月 試合開始 - 試合終了                |             | 読売ジャイアンツ（巨人）のビジターゲームおよび各球団主催試合 （東京ヤクルトスワローズ、阪神タイガース（朝日放送テレビ制作）、広島東洋カープ、北海道日本ハムファイターズ、東北楽天ゴールデンイーグルス、埼玉西武ライオンズ、千葉ロッテマリーンズ、オリックス・バファローズ（朝日放送テレビ制作）、福岡ソフトバンクホークス）を完全生中継もしくはトップ&リレー中継（対巨人戦のみ）で放送。 |
| プロ野球            | 超野球主義                            | 不定期                                      |             | 『スーパーベースボール』放送終了後（放送時間内での試合終了、または放送時間延長後の時間調整）の穴埋め番組として放送される場合がある。 |
| 高校野球            | 全国高校野球選手権大会中継            | 毎年8月 第1試合開始から 全試合終了まで      |             | [4K] 朝日放送テレビ制作 『全国高校野球選手権大会』全試合を完全生中継 5.1サラウンド・連動データ放送・双方向対応。 2020年度は新型コロナウイルスの影響で大会が中止となった影響で、2020年甲子園高校野球交流試合として8月10日-12日、15日-17日に放送。 2022年度以降はBS朝日4Kチャンネルのみで放送。                                                                                            |
| ロードレース        | 全国中学校駅伝大会                    | 12月の第4日曜 中継録画                      |             | テレビ朝日系列局制作（年度により異なる） 第14回の山口大会より NHKからテレビ朝日系列に制作・放送が移行 |
| ゴルフ              | 女子ゴルフペアマッチ選手権            | 月曜 21:00 - 21:54                          |             | [字] 2020年3月30日スタート。 |
| ゴルフ              | 極上!ゴルフ場探訪                     | 月曜 22:00 - 22:30                          |             | [字] 出演：関根勤、江澤亜弥 2021年10月4日スタート |
| ゴルフ              | 日本プロゴルフシニア選手権大会        | 10月 中継録画                               |             | 2012年大会の決勝ラウンドは生中継された |
| ラグビー            | ラグビーウィークリー                  | 月曜 23:30 - 23:54                          |             | 2014年3月までの放送時間は月曜 23:15 - 24:00、2014年4月から2015年3月までは金曜 23:30 - 23:54だった |
| ウィンター スポーツ | 世界フィギュアスケート国別対抗戦      | 4月 中継録画                                |             | テレビ朝日制作 地上波の放送から遅れネットで放送 |
| ウィンター スポーツ | フィギュアスケート グランプリシリーズ | 10 - 12月 中継録画（一部生中継）            |             | テレビ朝日制作 アメリカ、カナダ、中国、フランス、ロシアで 開催される5大会 と、グランプリファイナルを放送 |
| プロレス            | ワールドプロレスリングリターンズ      | 金曜 21:00 - 21:54                          |             | [4K][字] 2020年4月よりワールドプロレスリングから改題。 2020年3月18日までは水曜 23:30 - 24:00で放送していた。 4K制作は不定期。 |
| その他              | アスリート・インフィニティ            | 木曜 20:54 - 21:00 【再】日曜 17:55 - 18:00 |             | 2021年3月26日までは金曜 21:54 - 22:00で放送していた。 |
| その他              | カーグラフィックTV                    | 木曜 22:00 - 22:30                          |             | [字] 2021年9月23日までは土曜 23:30 - 24:00で放送していた。 |

### 映画・ドラマ
主にテレビ朝日系列で放送された作品や韓国ドラマなどを放送しているが、2008年10月より自局初のオリジナルドラマも放送開始されている（第1作は『ラストメール』）。2019年までは全国高校野球選手権大会中継放送期間中は昼間に放送される韓国ドラマを中心に雨天順延か否かに関係なく休止となった。ただし、2017年度に放送の『帯ドラマ劇場』（第1期）については高校野球の放送開始前の時間に設定されているため、概ね通常通り放送された。
2021年現在、民放キー局系のBSデジタル局では、BSフジとともに映画単独のレギュラー番組が編成されておらず、2020年冬を最後に、不定期での映画放送も行われていない。
| ジャンル         | 放送枠名                                                      | 放送時間                                    | 備考 |
| ---------------- | ------------------------------------------------------------- | ------------------------------------------- | --- |
| 映画・国内ドラマ | ザ・プレミアム・ステージ                                      | 日曜 21:00 - 22:54                          | [字] 特別番組や再放送番組が編成される週もある。 |
| 映画・国内ドラマ | 金曜プレミアム                                                | 金曜 19:00 - 20:54                          | [字] |
| 映画・国内ドラマ | BS土曜ワイド劇場                                              | 土曜 21:00 - 22:54                          | [字] 2018年1月からは、『土曜プライム』（同枠の一企画降格前の『土曜ワイド劇場』を含む）で放送された国内ドラマを放送（当初は国内ドラマは不定期） 2018年9月までのタイトルは『サタデーシアター』で、ナレーションは若本規夫が担当していた。2018年10月から2022年3月までのタイトルは『土曜劇場』でナレーション担当は不明。『BS土曜ワイド劇場』となってからナレーションは廃止されている。 |
| 国内ドラマ       | 昼の特選ドラマ劇場                                            | 月曜 - 水曜・金曜 12:00 - 13:55             | [字] 当該時間帯にスポーツ中継や特別番組がある場合、1時間に短縮や中止の場合あり。 短縮の場合はぐれ刑事純情派などの連続ドラマを放送。 |
| 国内ドラマ       | 暴れん坊将軍Ⅵ                                                 | 月曜 - 金曜 8:00 - 9:00                     | [字] ドラマ3枠 暴れん坊将軍シリーズを中心に放送。 |
| 国内ドラマ       | はぐれ刑事純情派                                              | 月曜 - 金曜 9:00 - 10:00 月曜 18:00 - 19:00 | [字] |
| 国内ドラマ       | 警視庁・捜査一課長                                            | 火曜 18:00 - 19:00                          | [字][解] |
| 国内ドラマ       | 三匹が斬る!                                                   | 月曜 - 金曜 14:54 - 15:56                   | [字] ドラマ3枠 |
| 国内ドラマ       | 必殺仕事人Ⅴ                                                   | 月曜 - 金曜 16:57 - 18:00                   | [字] ドラマ5枠 必殺シリーズを中心に放送。 |
| 国内ドラマ       | 月曜ストーリー・火曜ストーリー 水曜ストーリー・木曜ストーリー | 月曜 - 木曜 19:00 - 20:55                   | [字] 開始終了時間変動の場合あり。 テレビ朝日で放送された土曜ワイド劇場や連続ドラマのスペシャル版を中心に放送。 |
| 国内ドラマ       | 熱海の捜査官                                                  | 土曜 17:00 - 18:00                          | [字] |
| 国内ドラマ       | はみだし刑事情熱系                                            | 日曜 12:00 - 12:55                          | [字] |
| 海外ドラマ       | 御史とジョイ～朝鮮捜査ショー～                                | 木曜 12:00 - 13:55                          | [二] 韓国 昼の特選ドラマ劇場枠 |

### アニメ
深夜アニメに関しては、アニメAを参照。
2007年10月の改編以降、平日夕方のアニメ番組枠に『アニメストリート』という名称を設定していた。これに合わせ、時間帯も19時台から17時台（2008年9月までは18時台）に移った。しかし2013年9月をもって廃枠となった。以降、2014年1月期　- 2016年7月期・2017年1月 - 2019年10月は放送大学を除く無料BS放送局で、唯一アニメ作品を放送していなかった。
2019年11月からは金曜 23:30 - 24:00にアニメ放送枠を約2年半振りに新設。翌2020年4月から2023年9月までは金曜 19:00 - 20:00にもアニメ放送枠を設定した。
テレビ朝日系列外の作品がしばしば放映され、特に毎日放送製作（地上波では1975年（昭和50年）の途中までテレビ朝日（当時NET日本教育テレビ）系列だった）のアニメが同時期ネットされることがある（例：『東京リベンジャーズ』シリーズ、『乙女ゲームの破滅フラグしかない悪役令嬢に転生してしまった…X』）。
| 番組名                    | 放送時間           | 備考           |
| ------------------------- | ------------------ | -------------- |
| 湖池屋SDGs劇場 サスとテナ | 水曜 20:54 - 21:00 | 湖池屋提供番組 |
| アニメA                   | 当該項目を参照     |                |

### 通信販売番組
| 番組名                                      | 放送時間 | 制作会社                 | 備考                        |
| ------------------------------------------- | --- | ------------------------ | --------------------------- |
| ショップチャンネル お買物エンターテイメント | 月曜 0:00 - 1:00・10:00 - 10:55・11:00 - 12:00 火曜 - 金曜 0:00 - 2:00・10:00 - 10:55・11:00 - 12:00 土曜 8:00 - 9:00 日曜 0:00 - 1:00・10:00 - 10:55 | ショップチャンネル（CS） | [4K] CS再送信での同時ネット |
| ジャパネットたかた テレビショッピング       | 日曜 11:00 - 11:56 | ジャパネットたかた       |                             |

## 終了した番組

### BS朝日オリジナル
報道・情報
- News Access 730
- お昼のNews Access（その後、該当枠は、「ごごいち!ニュースキャッチ」として放送していたが、2013年9月で終了。）

「スポットニュース」としての「News Access」は、一部時間帯で現在もBS朝日で放送中。
- Morning Access ビーエス朝!
- 田原総一朗の熱論スペシャル
- be on TV
- 竹中平蔵・上田晋也のニッポンの作り方（朝日ニュースターでも放送）
- ヤン坊マー坊天気予報（番組自体も、2014年3月で終了。）
- 峰竜太のナッ得!ニッポン
- 賢者の選択（2004年10月 - 2010年3月、日経CNBC・サンテレビでも放送[注 30]）
- 週刊!しっかり見ナイト
- 大和総研レポート→大和スペシャリストレポート[注 31]
- 石川和男・はるな愛 本音カフェ 〜マドンナたちの政策トーク〜
- ごごいち!ニュースキャッチ
- がん最前線 キャンサーボードTVシリーズ
- 「生きる」の入り口
- 午後のニュースルーム
- いのちを語る
- いま日本は
- Live Nippon
- いま世界は
- CNNサタデーナイト

オリジナルドラマ
- ラストメール
- 7万人探偵ニトベ
- 刑事定年
- 家族法廷
- 王様の家
- 悪夢のドライブ
- 青空の卵
- アウトドア・ロックンロール〜サラリーマン転覆隊が行く〜

エンタメ・音楽
- BS朝日スペシャル
- Harajukuロンチャーズ
- 恋するいちごパラダイス
- 土曜日の原宿
- タッチアンサーズα
- 列島クイズ!都道府県太郎
- クイズ!人生ゲームリターンズ
- ワンダーナイト2
- 悠々!オフタイム
- Happy!Lohas ロハスが好き!
- 男たちの食宴（テレビ朝日と共同制作）
- FooDictionary
- ワイン直行便（一部ANN系列局でも放送）
- プレシャス&コンシャス
- 小堺一機のすうぃんぐ人生
- みんなの脳ドリル
- みんなの脳ドリル 再トレーニング
- トウキョウリラックス 〜TOKYO RE:LUXE〜
- 所さんのゴルフ見聞録（ザ・ゴルフ・チャンネルでも放送）
- 大根刑事
- レールのあった街
- しあわせロハス
- 久米宏のTOKYO空の下
- いつも、ロハス日和
- ぜひもの
- STYLE BOOK
- Good Living（2012年4月に日本海テレビから移行）
- 小倉・住吉のおスミつき
- コサキンDEラ゛ジオ゛!（テレビ朝日と共同制作）
- くらしのサプリ!集合!鈴木三姉妹
- Hello!フォト☆ラバーズ 〜ミル・トル・アルク〜
- 金曜ぷらす 知って得するテレビ
- AMAZING BANG BACK
- 美活三姉妹〜くらしのサプリ〜
- 珠玉の感動ストーリー　ありがとう
- ネイチャードキュメント ボクらの地球
- ニッポン絶景街道〜女流写真家が写す絶世の1枚〜
- いにしへ日和
- Colors〜自分ヲ彩る色〜
- 3B juniorの星くず商事
- 火曜オトナの時間
- 恋するドライブ
- アメシブ〜ギリギリランキング〜
- 鳥越俊太郎 医療の現場!
- 地球紀行
- 円楽の大江戸なんでも番付
- ハラホリ
- オトナの社会科見学
- アーツ&クラフツ商会
- 世界の文学がわかる あらすじ名作劇場
- オタ恋
- チータと謙二の夫婦歳時記
- 金曜日くらい褒められたい
- 暮らしハッピー!自分流 Do Create Mystyle
- 熱中世代 大人のランキング
- でんぱの神神
- ノゾキミ企業参観!子どもの職場が見たい
- 全力!桃子チャンネル ～上田桃子が伝えたいコト～
- 土井善晴の美食探訪
  - 土井善晴の美食探訪 美味しいに決まっている店
- 白の美術館
- ももクロChan〜Momoiro Clover Z Channel〜
- 特選!ものコンシェルジュ
- BS朝日 THE NEXT
- Japanぐるーヴ 体感!エンタメ情報
- Asianぐる〜ヴ
- 東京ベランダストーリー
- 春風亭昇太の少年時代工房
  - オトナの楽園 昇太秘密基地
- SUZUKIpresents極上空間
- お笑い演芸館
  - お笑い演芸館+
  - お笑い演芸館VS.
- キッズの晩餐
- SHISEIDO presents 才色健美～強く、そして美しく～ with Number
- パンが好きすぎる!
- 御法度落語 おなじはなし寄席!
- ステキなスキマ時間
- とよた真帆のDIY日和
- BS朝日4Kアワー
- 昭和のクルマといつまでも
- イケトレ!おうちで楽フィットネス
- 美女と焼肉
- ケンコツ 〜知っておきたい元気のヒケツ〜
- 厳選!いいものお取り寄せ!

ドキュメンタリー・教養
- バラの舞踏会（字幕放送あり）
- 表参道がむしゃらドキュメントDD-BOYS
- 花おりおり
- be MEDICAL
- be ON AIR!
- 亜細亜見聞録
- 英語の達人
- Color is Magic
- 素晴しき世界の祭り
- ザ・ワールドドキュメント ザ・ユニバース〜宇宙の歴史〜※HD
- しあわせドキュメント 結婚までの1週間
- 牛山純一 20世紀の映像遺産
- にっぽん今昔道 江原啓之のちょっと道草
- うたの旅人
- 大島渚の闘い!（2000年12月に開局記念番組として放送）
  - 翌2001年にも再放送が行われ、2013年1月20日に同年1月15日に逝去した大島を偲んで追悼特別番組として再放送。
- 中国神秘紀行
- ヨーロッパ路地裏紀行
- 美味しさの物語 幸福の一皿
- 飛鳥物語
- ヨーロッパ食堂〜美味探求!素晴らしき食の世界〜
- にほん風景遺産
  - 新・にほん風景遺産
- 世界の名画 〜美の殿堂への招待〜
- 飛鳥世界一周物語
- 歴史発見 城下町へ行こう!
- 南極日和
- 文化遺産の旅
- 知られざる物語 京都1200年の旅
- 世界の名画〜素晴らしき美術紀行〜
- エコの作法 〜明日の美しい生き方へ〜
- にほん風景物語
- 映像歳時記 七十二候・旧暦が奏でる日本の美
- 玉木宏の秘境ふれあい紀行
- ヨーロッパいちばん旅行記
- 悠久への旅 とっておきの京都
- 黒柳徹子のコドモノクニ 〜夢を描いた芸術家たち〜
- 人生を変える7日旅
- 歴史ミステリー 日本の城見聞録
- 五木寛之の百寺巡礼
- 現代建物遺産
- 昭和偉人伝
- WILD NATURE 地球大紀行
- 旅する鈴木 夫婦で世界一周
- 建物遺産 〜重要文化財を訪ねて〜
- アーシストcafe 緑のコトノハ
- ザ・インタビュー〜トップランナーの肖像〜
- BS朝日ザ・ドキュメンタリー
- 命を救う!スゴ腕ドクター
- 百年名家 〜築100年の家を訪ねる旅〜
- 宇賀なつみのそこ教えて!（2020年10月にBS-TBSから移行）
- ビビるとさくらとトモに深掘り! 知るトビラ（2022年10月からBSテレ東へ移行）
- 新 鉄道・絶景の旅

教育
- みんなゲンキ!?

音楽
- MUSIC SOUL PLAYBACK
- SHAKE THE MUSIC
- ALWAYS' MUSIC
- K-POP No.1
- Groovin' Jazz Night
- Panasonic 3D Music Studio（※3D放送（サイド・バイ・サイド方式））
- J-POP マンデー
- 小倉・住吉の音楽夜話
- 新・平成歌謡塾
- 甦れ!青春ポップス
- 人生、歌があるシリーズ
  - 日本の名曲 人生、歌がある（司会：五木ひろし）
  - 日本の名曲 世界の名曲 人生、歌がある（司会：布施明）
- My Anniversary SONG〜HEISEI SOUND ARCHIVE〜

スポーツ
- プロ野球熱闘ライオンズ（埼玉西武ライオンズ戦中継）
- アドベンチャー・スポーツ
- パンクラス・ハイブリッドアワー
- FIAフォーミュラE選手権
- スポーツクロス
- With ～チャレンジド・アスリート 未来を拓くキズナ～
- アスリート・インフィニティ
- ワールドプロレスリング

アニメ
- 僕の妹は「大阪おかん」（当局製作委員会参加、ショートアニメ）
- アニメストリート
- 猫なんかよんでもこない。

2020年以降は『アニメA』を参照

### BS朝日以外の制作番組
※は番組自体は現在も放送継続中。一部、CS放送のテレ朝チャンネル1、テレ朝チャンネル2などでも放送中。
2020年4月期以降に放送された深夜アニメについては、アニメAを参照。
テレビ朝日
- エンターテイメント・情報（一部再放送）
  - GIRLS A GOGO!
  - オモ☆さん
  - ポカポカ地球家族
  - 旅の香り
  - S THE STORIES
  - テレキャン
  - 新生活提案セレクションF
  - セレクションX
  - 二人の食卓
  - ちい散歩[注 32]
  - 報道発 ドキュメンタリ宣言
  - 若大将のゆうゆう散歩
  - 世界の車窓から※
  - BeauTV〜VoCE※
  - 食彩の王国※
  - 秘湯ロマン※
  - 世界が愛した絵本
  - 人生の楽園※
  - おかずのクッキング
- ドラマ
  - 破れ奉行
  - 破れ新九郎
  - 三匹が斬る!シリーズ※
  - 八丁堀の七人
  - 子連れ狼
  - 銭形平次
  - 名奉行! 大岡越前
  - 相棒
  - TRICK
  - スカイハイ
  - エースをねらえ!
  - 松本清張 黒革の手帖
  - 時効警察
  - やすらぎの郷
  - トットちゃん!
  - 越路吹雪物語
  - やすらぎの刻〜道
  - ホンボシ～心理特捜事件簿～
- 音楽
  - ミュージックステーションスーパーライブ※[注 33]
- アニメ（一部再放送）
  - パーマン（1983年 - 1987年放送）
  - 魔法使いサリー（1966年 - 1968年放送、第1シリーズ）
  - ガイキング LEGEND OF DAIKU-MARYU
  - 祝!(ハピ☆ラキ)ビックリマン
  - はたらキッズ マイハム組
  - 地獄先生ぬ〜べ〜（1996年 - 1997年放送）
  - エリアの騎士
  - バビル2世（1973年放送）
  - あたしンち
  - ユーリ!!! on ICE
  - ドラえもん※
  - クレヨンしんちゃん※
- スポーツ
  - 大相撲ダイジェスト（大相撲期間中、152chのみで放送）
  - 闘魂スーパーバトル（テレビ朝日系の『ワールドプロレスリング』の再編集版）

ANN系列局
- おはよう朝日・甲子園です（朝日放送制作、高校野球4試合日の8:00 - 8:24）2008年度以降は放送なし
- 北海道アワー（北海道テレビ制作）
- 広島悠遊マガジン（広島ホームテレビ制作）
- THAT'S ENKA TAINMENT〜ちょっと唄っていいかしら?〜（朝日放送テレビ制作）
- 新婚さんいらっしゃい!※（朝日放送テレビ制作）
- 水曜どうでしょう（北海道テレビ制作）
  - 水曜どうでしょうClassic
- 前川清の笑顔まんてんタビ好キ※（九州朝日放送制作）
  - ちょっとタビ好キ
- ハナタレナックスSP ウポポイに隠された美しき宝を探せ!（北海道テレビ制作）[10]
- 家庭の医学（朝日放送テレビ制作）

ANN系列外
- アニメ
  - 超時空要塞マクロス（腸捻転解消後の毎日放送制作、本放送はTBS系列で実施）
  - 桃華月憚（UHFアニメ）
  - アニメスピリッツ（UHFアニメ、2003年7月からネットを開始し、2008年4月の『H2O -FOOTPRINTS IN THE SAND-』まで放送された。同年5月の『純情ロマンチカ』以降はBS日テレにネット局が代わった。）
  - 京騒戯画（UHFアニメ）
- 特撮
  - 非公認戦隊アキバレンジャー（※TOKYO MXでも放送）
- 音楽
  - ゴスペルジェネレーション（※とちぎテレビでも放送）
- 紀行
  - ハイビジョン紀行（イーピー放送（現・SCサテライト放送）制作）

日本国外制作
- 韓国ドラマ
  - 北京 My Love
  - ホテリアー
  - 砂時計（SBS制作）
  - あの青い草原の上で
  - ガラスの華
  - 危機の男
  - 復活
  - 魔王（※BS11でも放送）
  - 商道（サンド）
  - 薯童謠
  - 海神
  - ホジュン 宮廷医官への道
  - 幸せな女〜彼女の選択〜
  - ホ・ギュン〜朝鮮王朝を揺るがした男〜
  - 妻の誘惑
  - チャンファ、ホンリョン
  - 笑ってトンヘ
  - 家門の栄光
  - サイン
  - 迷わないで
  - 欲望の炎
  - 不屈の嫁
  - 結婚してください!?
  - 初恋
  - 太祖王建
  - 秘密
  - 黄金の魚
  - パダムパダム -彼と彼女の心拍音-
  - あなただけよ
  - 光宗大王 〜帝国の朝〜
  - 結婚の裏ワザ
  - プレジデント
  - 天上の花園
  - 神々の晩餐
  - 我が家の女たち
- 海外ドラマ
  - トゥルー・コーリング（FOX制作）
  - ビヨンド・ザ・ブレイク（ アメリカ合衆国 The N制作）
  - 恋するアンカーウーマン（ アメリカ合衆国 The WB制作）
  - HEROES（ アメリカ合衆国 NBC制作）
  - Love Beyond Frontier（2019年版）（ タイ GMMTV、Lasercat Studio制作）
  - Who Are You（ タイ GMMTV、Nar-ra-tor制作）
- ドキュメンタリー
  - BBCザ・ベスト（ イギリスBBC制作）
  - BBC地球伝説（ イギリスBBC制作）
  - ベスト・オブ・ディスカバリー（ディスカバリーチャンネル制作）
  - ザ・ユニバース〜宇宙の歴史〜（ヒストリーチャンネル制作）

その他
- 二重マル健康テレビ（アサヒ緑健制作・提供、開局当初月曜夕方に放送）

## ネット配信
2022年時点において、BS朝日の主な番組のネット配信は以下のとおり。詳細は、各番組のウェブサイトを参照。
| 番組名                              | テレ朝動画 | ABEMA | TVer | GYAO! | その他                   |
| ----------------------------------- | ---------- | ----- | ---- | ----- | ------------------------ |
| ウチ、"断捨離"しました!             | ○          | ○     | ○    | ○     | -                        |
| 女子ゴルフペアマッチ選手権          | ○          | ○     | ○    | ○     | -                        |
| 極上！ゴルフ場探訪                  | ○          | ○     | ○    | ○     |                          |
| サウナを愛でたい                    | ○          | ○     | ○    | ○     | -                        |
| 迷宮グルメ 異郷の駅前食堂           | ○          | ○     | ○    | ○     | -                        |
| イケトレ!おうちで楽フィットネス     | ○          | ○     | ○    | ○     | -                        |
| 美女と焼肉                          | ○          | ○     | ○    | ○     | -                        |
| 魚が食べたい!〜地魚さがして3000港〜 | ○          | ○     | ○    | ○     | -                        |
| カーグラフィックTV                  | ○          | ○     | ○    | ○     | -                        |
| SOTUS S                             | ○          | ○     | ○    | ○     | -                        |
| 宇賀なつみのそこ教えて!             | ×          | ×     | ×    | ×     | 政府インターネットテレビ |
| バトンタッチ SDGsはじめてます       | ○          | ○     | ○    | ○     | -                        |
| テイバン・タイムズ                  | ×          | ×     | ×    | ×     | YouTube                  |

## 不祥事・事件・トラブル

### 2015年
1月28日、『3B juniorの星くず商事』に使用する、市販のパーティーグッズのヘリウムガスを使ったゲームの映像を収録していた12歳の児童（3B juniorのメンバー。以下「患児」と表記）が、ヘリウムガスを吸い込んで意識不明となり、救急搬送される事故が発生した。スタッフが「大人用」などと書かれたヘリウムガスの注意事項を見落としていたという。その後、身体の半分が動かなくなる半身麻痺症状が出ていることが明かされた。この事故が原因で当番組は打ち切りとなった。
救急隊は18時08分（特記なき限り日本標準時によって表記）に自体を覚知し、現場に同16分、医療機関は同42分に到着した。救急隊が接触した時点での意識レベル（特記なき限り日本昏睡尺度(JCS)によって表記）20、SpO2が89%という値であった。医療機関到着後、意識レベルは200まで低下したため患児はICUに入室、頭部CT・MRIに異常は見られなかったもののけいれんが確認された。2月5日時点では、高次脳機能障害が残る可能性があると判断されていた。
11月24日、この事故に関して、テレビ朝日が当時の番組担当プロデューサーらを懲戒処分していたことが報道された。処分は10月26日付で行われていたが、テレビ朝日は公表しなかった。

### 2022年
6月24日にドラマ『新・科捜研の女3』（2006年テレビ朝日系列で初回放送）、7月8日に時代劇『暴れん坊将軍II』（1983年テレビ朝日系列で初回放送）をそれぞれ放送したが、7月10日執行の第26回参議院議員通常選挙への立候補者2名が出演していたことが、外部からの指摘で明らかになった。BS朝日は「選挙期間中の候補者に関する放送については慎重に対応しておりましたが、放送前の社内チェックに不備がありました。再発防止に努めます」との釈明文を局のホームページに掲載した。

### 2024年
7月23日、プロ野球『「マイナビオールスターゲーム2024」第1戦』の放送が終了した22時10分頃から「しばらくお待ちください」という画面が表示され、長時間にわたって、放送が中断するトラブルが発生した。なお、地上波のテレビ朝日でも『報道ステーション』放送中の同日22時頃から同月24日0時頃までコマーシャルが放送出来ないトラブルが発生している。
9月24日、このトラブルについて、放送法で定められた「重大な事故」にあたるとして、総務大臣に報告書を提出したことを明らかにした。
11月8日、テレビ朝日は中性子線が同局マスター設備内の記憶装置に衝突したことによる誤作動が原因だったとして、謝罪した。